# Kerpely Kálmán
Krassai lovag Kerpely Kálmán (Oravicabánya, 1864. október 11. – Budapest, 1940. június 24.) agrármérnök, agrokémikus, növénynemesítő, a Magyar Tudományos Akadémia levelező tagja. A talajművelés, trágyázás és egyéb agrotechnikai folyamatok növényélettani szempontokat érvényesítő kutatása mellett jelentős eredményeket ért el a dohánynemesítés terén. Közel fél évszázadon át a magyarországi mezőgazdasági szakoktatás kiemelkedő alakja volt.
Id. Kerpely Antal (1837–1907) kohómérnök fia, ifj. Kerpely Antal (1866–1917) kohómérnök bátyja.

## Életútja
Tanulmányait előbb a selmecbányai Bányászati és Erdészeti Akadémián végezte, majd 1881-től 1884-ig a keszthelyi Magyar Királyi Felsőbb Gazdászati Tanintézetben tanult. Diplomája megszerzését követően a mezőhegyesi állami ménesbirtokon helyezkedett el gyakornokként. 1886–1887-ben katonai szolgálatot teljesített, majd 1887-től a kisbéri ménesbirtokon dolgozott. 1889–1890-ben a földművelésügyi minisztérium ösztöndíjával a halle–wittenbergi egyetemen hallgatott mezőgazdasági tárgyköröket, egyebek között a Magyarországon akkor még nem oktatott mezőgazdasági kereskedelmet.
Hazatérést követően, 1889-ben alma materébe, a keszthelyi gazdászati tanintézetbe nevezték ki a mezőgazdasági növénytan, növényanatómia, növényélettan és növénykórtan előadó tanárává. 1892-ben Keszthelyt elhagyva a debreceni Magyar Királyi Felsőbb Gazdasági Tanintézetben foglalta el a számára felajánlott tanári állást. Növénytermesztési előadásokat tartott, ezzel párhuzamosan 1897-től az intézet megbízott, 1899-től 1904-ig pedig tényleges igazgatója volt. Ezzel párhuzamosan 1897-től az általa szervezett debrecen-pallagpusztai Magyar Királyi Dohánykísérleti Állomás első igazgatójaként is tevékenykedett. Az 1907/1908-as tanévre elvállalta a Magyaróvári Magyar Királyi Gazdasági Akadémia igazgatói tisztségét, de a tanév lezárultával visszatért Debrecenbe. A növénytermesztés tárgykör tanáraként folytatta az oktatómunkát az – immár Debreceni Magyar Királyi Gazdasági Akadémia néven működő – tanintézetben egészen 1920-ig. Időközben 1908-tól 1913-ig a tanintézet igazgatói feladatait is ellátta. Ezzel párhuzamosan – ugyancsak 1920-ig – igazgatóként továbbra is irányította a pallagpusztai dohánykísérleti telepen a kutatómunkát.
1920-ban a fővárosba költözött, és a Pázmány Péter Tudományegyetem, 1934-től a József Nádor Műszaki és Gazdaságtudományi Egyetem szervezeti keretén belül működő növénytermesztéstani tanszék első nyilvános rendes tanára, tanszékvezető professzora volt 1935. évi nyugdíjazásáig.

## Munkássága
Kutatásai főként a talajerőpótlás és a műtrágyázás növényélettani szempontú vizsgálatára irányultak, hozzájárult egyes kultúrnövények agrotechnikai eljárásainak fejlesztéséhez, továbbá jelentős munkásságot fejtett ki a dohány és a rozs nemesítése terén.
Pályája során behatóan tanulmányozta a talaj fizikokémiai tulajdonságait és a termőszintben lezajló folyamatokat, a talaj tápanyag- és vízforgalmát. Kérdésfeltevéseivel arra kereste a választ, hogy az egyes talajművelési eljárások egyfelől miként befolyásolják a terméshozam nem pusztán mennyiségi, de minőségi javulását, másfelől hogyan járulnak hozzá a talaj nedvességtartalmának megőrzéséhez. Kísérletei során tanulmányozta a száraz területek megművelésére az 1900-as években kidolgozott Campbell-féle talajművelési rendszert (dry farming), valamint a Zehetmayer-féle vetés és sortrágyázás termésnövelő hatását. Vizsgálati eredményeit 1910-ben publikálta (Az okszerű talajmívelés a szárazság elleni küzdelemben), de 1933-ban elhangzott akadémiai székfoglalóját is e témakörben tartotta meg (Tanulmány a talaj vízkészletének és a termés nagyságának szoros kapcsolatáról).
Mezőgazdasági talajtani és növényélettani kutatásaival részben párhuzamosan, részben azokhoz szorosan kapcsolódva foglalkozott a műtrágyázás kérdésével, amelynek első magyarországi népszerűsítői közé tartozott. Kezdeményezésére terjedtek el olyan agrotechnikai módszerek, mint például a sortrágyázás, amelynek lényege, hogy a trágyaszer a vetéssel egy időben kerül a talajba, közvetlenül a növényi magvak alá vagy elé. Nagyszabású kísérleteket folytatott a nagyüzemi forgó rendszerű szórótrágyázás terén, tanulmányozta a zöldtrágyázást, az 1900-as évek elején pedig a dohány permettrágyázásával is foglalkozott.
Az 1890-es években Magyarországon az elsők között foglalkozott a búza élettani kutatásával. Évtizedekkel később, 1927-ben kezdeményezésére és irányításával készült el az országos meteorológiai, talajtani és növényélettani megfigyelőállomás-hálózat. Irányításával itt folyt az a búzatermesztési és -műtrágyázási kísérlet, amelynek eredményét (Adatok a magyar búza minőségi termeléséhez, 1931) a Magyar Tudományos Akadémia Darányi Ignác-jutalommal, az Országos Magyar Gazdasági Egyesület pedig Elek Henrik-díjjal jutalmazta. A kezdeményezésére és szervezésével 1897-ben felállott, majd általa irányított pallagpusztai Magyar Királyi Dohánykísérleti Állomás a dohánytermesztés és -feldolgozás korszerű módszereinek kutatóhelye lett. Kerpely maga is végzett ismeretterjesztő munkát a dohánytermesztési eljárások népszerűsítése terén. Az 1930-as években behatóan foglalkozott a takarmányt biztosító rétgazdálkodással, a réti talajok összetételével kapcsolatos kutatási eredményeit 1933-ban összegezte.
Jelentős dohánynemesítési munkák fűződnek a nevéhez. Közreműködött a szamosháti, a szegedi rózsa-, a szuloki, a Tisza-vidéki nagy levelű, a rétháti és a faddi kis levelű dohánytájfajták nemesítésében, egymás közötti, illetve finomabb levelű külföldi fajtákkal való keresztezésében. További eredményeket ért el a csillagfürt- és a ciroktermesztés terén, de munkásságához köthető a bővebben termő rozsfajták elterjesztése is.
Tudományos kutatásai mellett pályája mezőgazdasági szakoktatói tevékenysége jegyében telt. Tanárként vagy igazgatóként részt vett az ország jelentős mezőgazdasági tanintézeteinek, illetve növénytermesztés-tani egyetemi tanszékeinek oktatómunkájában. A földművelésügyi minisztérium felkérésére 1906-ban közreműködött a magyarországi gazdasági tanintézetek akadémiákká szervezésében.
Kiterjedt publikációs tevékenységet folytatott, könyvei mellett az ezret is meghaladja tanulmányainak, szakcikkeinek száma. A Haladó Gazda című kisgazda-folyóirat társszerkesztője, ötven éven keresztül a Köztelek állandó munkatársa, három évtizeden át növénytermesztési rovatvezetője volt.

## Társasági tagságai és elismerései
Tudományos érdemei elismeréseként 1922-ben a Magyar Tudományos Akadémia levelező tagjává választották. Emellett 1911-től a Magyar Királyi Mezőgazdasági Múzeum Tanácsának tagja, 1916-tól az Országos Magyar Gazdasági Egyesület örökös tiszteletbeli tagja, 1920-tól a Mezőgazdasági Kísérletügyi Tanács tagja.
1924-ben Cserháti Sándor-emlékérmet vehetett át, 1925-ben pedig a Pázmány Péter Tudományegyetem közgazdaság-tudományi karának díszdoktorává avatták.

## Főbb művei
- A cukorrépa mint iparnövény. Budapest. 1890
- Az őszi búza csírázásáról és első időszaki fejlődéséről. Keszthely. 1890
- A búza anatómiája és physiologiája. Nagykanizsa. 1892
- Jelentés az 1893. évben végrehajtott növénytermelési kísérletekről. Debrecen. 1894
- A gabona megdűlése. Keszthely. 1895
- Míveleti növényeink gyökélete. Magyaróvár. 1897
- A párisi világkiállítás dohányai és dohánygyártmányai. Budapest. 1901
- Jelentés a dohánytermelési kísérleti állomáson végzett kísérletekről az 1899–1902. évek folyamán. Budapest. 1904
- Dohánymag termesztés. Budapest. 1907
- Díszdohányok termesztése. Budapest. 1909
- Az okszerű talajmívelés a szárazság elleni küzdelemben. Budapest. 1910
- A műtrágyák helyes alkalmazása. Budapest. 1910
- A jó dohánykertész. Budapest. 1914
- Adatok a foszfortrágyázás kérdéséhez. Budapest. 1930
- Adatok a magyar búza minőségi termeléséhez. Budapest. 1931
- Adatok az őszi repce műtrágyázásához. Budapest. 1931
- Földműveléstan. Budapest. 1932
- Rétkezelési tanulmányok. Budapest. 1933
- Műtrágyázási útmutató. Budapest. 1937 (Bittera Miklóssal és Fabricius Endrével)
- Tanulmány a talaj vízkészletének és a termés nagyságának szoros kapcsolatáról. Budapest. 1941 (akadémiai székfoglalója)

## További irodalom
- Szabó Zoltán: Kerpely Kálmán – a kutató és tanítómester. In: Köztelek 1936
- Fabricius Endre: Kerpely Kálmán. In: Köztelek 1940
- Surányi János: Kerpely Kálmán emlékezete. In: Köztelek 1940
- Obermayer Ernő: Kerpely Kálmán. In: Kísérletügyi Közlemények 1941
- Penyigey Dénes: Megemlékezés Kerpely Kálmán tanárról. In: Georgikoni napok tanácskozásai. Szerk. Hajós Vilmos. Keszthely. 1964
- Bajai Jenő: Emlékezés Kerpely Kálmánra, születésének 100. évfordulóján. In: Az MTA Agrártudományi Osztályának Közleményei 1965